# بدر المطرفي
بدر المطرفي الهذلي (29 أغسطس 1984 -)، ممثل سعودي.

## أعماله

### المسلسلات
- (2008) اسوار 2.
- (2009) وراك وراك.
- (2009) طاش ما طاش 16.
- (2010) من عيوني.
- (2010) طاش ما طاش 17.
- (2010) بيني وبينك 4.
- (2011) قووول في الثمانينات.
- (2012) كلام الناس.
- (2013) عائلة الدكتور سعود.
- (2013) أهل البلد.
- (2014) عندما يزهر الخريف.
- (2014) سواق وشغالة.
- (2019) سريع سريع.
- (2019) العاصوف. الجزء الثاني
- ( 2023) ( الخريف في القلب )
- ( 2024)  الزافر